# Mountain Town
Mountain Town은 《사우스 파크 극장판》의 오프닝 곡이자 엔딩 곡이다.
노래는 스탠 마시가 친구들과 테렌스와 필립이 제작한 "불타는 궁둥이"라는 제목의 영화를 보러 길을 떠나는 데에서 시작한다. 스탠이 노래의 첫 부분을 끊는데 그는 어느 일요일 아침의 사우스 파크 겨울 경치를 설명하듯이 노래한다. 그리고 그의 어머니인 샤론 마시가 근무하는 병원으로 가서 그녀에게 영화를 보러가기 위한 허락을 받고 친구들을 불러 모으기 위해 먼저 케니의 집으로 간다. 그동안 샤론 마시는 자신의 아들을 칭찬하는 노래를 하고 사우스 파크에 살게 해 준 것을 신에게 감사드린다. 스탠은 케니를 깨워서 데려가는데 이 부분은 앨범판에서 케니네 어머니와의 대화가 더 길어졌다. 그녀는 케니를 불러세우고 교회를 안 가면 죽어서 사탄에게 해명해야 한다고 겁을 주지만 케니는 좋다는 듯이 오케이 한다. 그들은 카일네 집으로 가던 도중 길에서 자고 있던 노숙자를 뛰어 넘는데 이 노숙자는 아이들이 R등급인 테란스와 필립 영화를 보는 데 도움을 준다.
화면이 카일의 집으로 바뀌고 카일은 동생인 아이크를 차고 놀다가 스탠과 케니가 내민 영화 광고를 보고 따라가게 되는데 여기서 카일은 그의 어머니에게 스케이트를 타러 간다고 거짓말을 한다. 그리고 어머니의 요구에 어쩔 수 없이 아이크를 데려가게 된다. 아이들이 떠난 후 카일의 어머니인 쉴라 브로플로프스키는 세상과 도시에서의 생활은 썩었다고 하고 그래서 조용한 사우스 파크로 이사를 왔다는 노래를 부르는데 영화에서 쉴라의 역할에 대한 중요한 복선이다. 화면은 에릭 카트먼의 집으로 전환되고 에릭은 TV를 보다가 아이들과 함께 가게 된다. 그동안 TV의 뉴스에선 후세인이 멧돼지에게 죽은 지 6주가 지났지만 세계는 그의 죽음을 기뻐한다고 하는데 이 역시 영화의 중요한 복선이다. 화면이 다시 전환되어 넷이 극장으로 가는 장면을 보여주고 아이들은 영화의 좋은 점을 노래하고 사우스파크에 살게 해준 것을 신에게 감사드린다고 노래 한 후 매표인에게 테란스와 필립: 불타는 궁둥이 5표를 달라고 하는데(따라온 아이크의 몫까지) 매표인이 안 된다고 말하면서 노래는 끝난다.
마지막 영화 끝자락에서 Mountain Town은 재현(Reprise)된다. 셰프가 모든 것이 해피엔딩으로 끝난 것에 대해 노래한 뒤, 스탠, 케니, 카일, 에릭이 자기들의 작은 삶은 완성되었다고 한다. 테란스와 필립을 증오하던 어머니들이 그들에게 감미롭다고 한 후 《사우스 파크》 시즌 2까지 등장한 전원이 사우스 파크에 대해 노래하며 죽었던 케니가 천사에게 링과 날개를 받고 천국으로 올라가는 장면을 끝으로 노래와 영화가 모두 끝난다.